# Oelzschau (Rötha)
Oelzschau ist ein Ortsteil der Stadt Rötha im sächsischen Landkreis Leipzig. Er wurde mit seinem Ortsteil Kömmlitz am 1. April 1996 nach Espenhain eingemeindet, mit dem es am 1. August 2015 zur Stadt Rötha kam.

## Geographie

### Geographische Lage und Verkehr
Oelzschau liegt etwa 17 Kilometer südöstlich von Leipzig im breiten, sich in Ost-West-Richtung erstreckenden Auental des Baches Gösel.
Durch Oelzschau führt die Kreisstraße K 7926. In Verbindung mit der K 7925 erreicht man über Störmthal die Anschlussstelle Leipzig-Südost der Bundesautobahn 38 und über Pötzschau in Espenhain die ehemalige Bundesstraße 95 und die parallel verlaufende Bundesautobahn 72. Mit den Buslinien 141 und 276 des Mitteldeutschen Verkehrsverbundes bestehen direkte Verbindungen nach Espenhain, Borna, Leipzig-Probstheida und Kitzscher.

### Nachbarorte
| Störmthal                                             | Oberholz                                    | Belgershain |
| Dreiskau-Muckern (Gemarkung Dreiskau)                 | Kompassrose, die auf Nachbargemeinden zeigt | Rohrbach    |
| Pötzschau (Gemarkungen Kleinpötzschau und Dahlitzsch) | Kömmlitz                                    |             |

## Geschichte

Oelzschau auf einer Karte von 1907

Das Oelzschauer Schloss um 1840

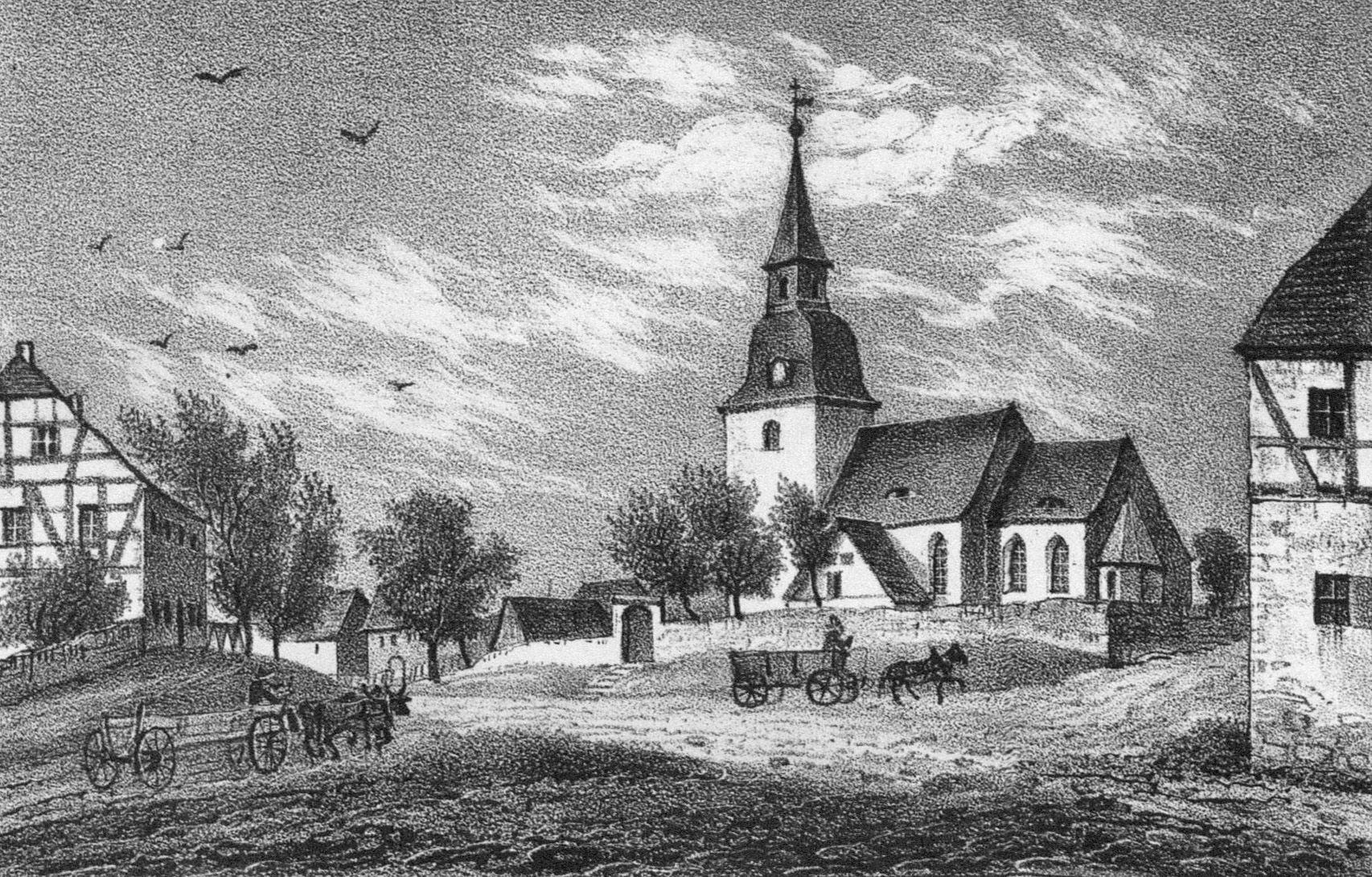
Die Oelzschauer Kirche um 1840

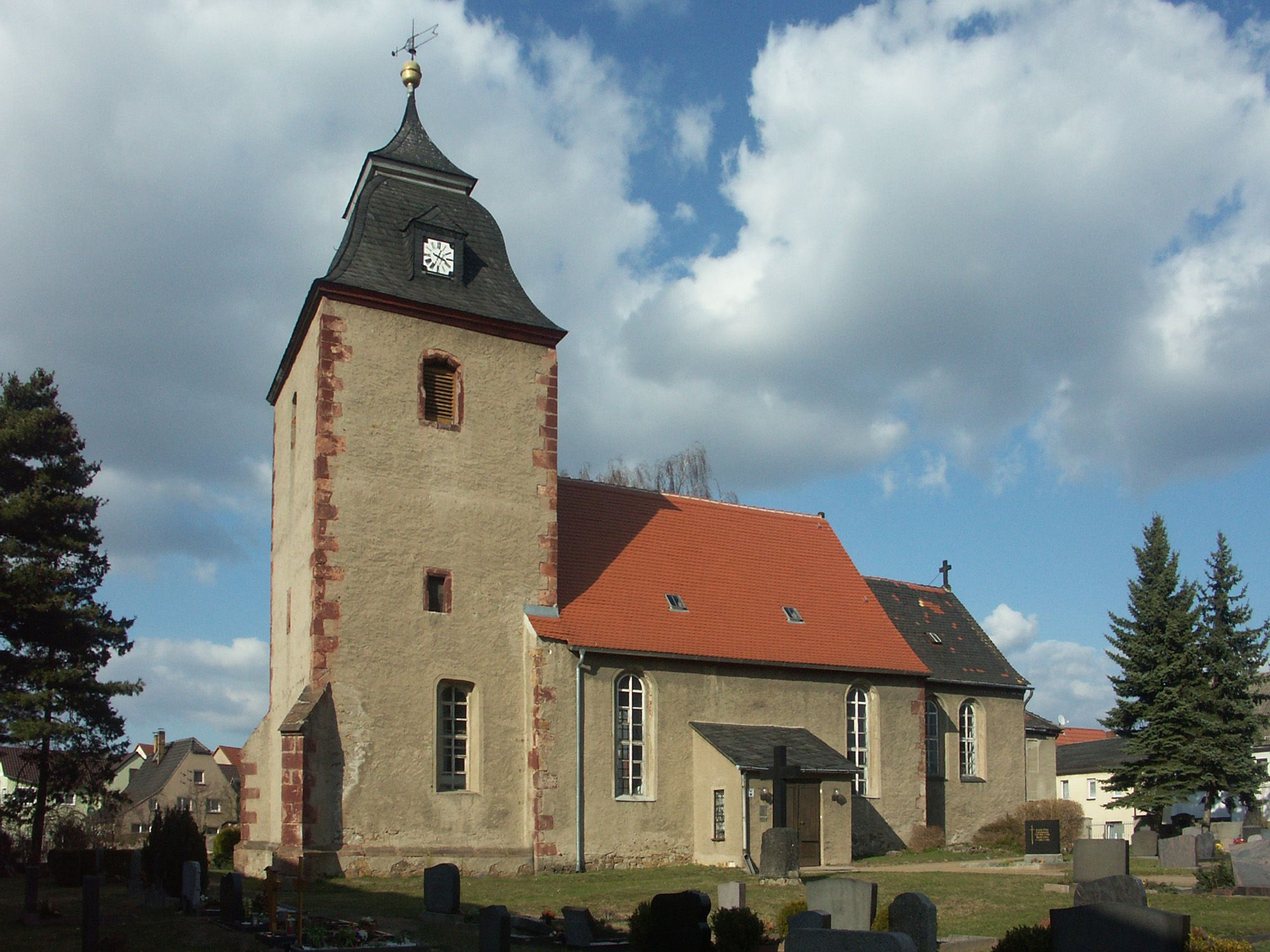
Die Oelzschauer Kirche 2011

Das Serum-Werk um 1910

Oelzschau wird erstmals 1265 im Zusammenhang mit Albertus de Olschicowe als Herrensitz erwähnt. Über die Anfänge des Dorfes ist nichts bekannt. Der Name deutet auf sorbischen Ursprung hin, die Anlage als Straßendorf auf den Einfluss deutscher Siedler. Der ab 1445 als Rittersitz und ab 1478 als Rittergut bezeichnete Herrensitz in Oelzschau war bereits im 14. Jahrhundert im Besitz der Familie von Zehmen und blieb es mit kurzen Unterbrechungen (1554 bis 1681 an die Familie Holleuffer) bis ins 18. Jahrhundert. Im 15. Jahrhundert erhielt Conrad von Zehmen 1448 die kurfürstlichen Lehen auf Vorwerk, Dorf und Kirchlehen zu Oelzschau und Kömmlitz.
Im Dreißigjährigen Krieg hatte Oelzschau im Jahr 1642 unter starken Zerstörungen durch schwedische Truppen zu leiden. Aber auch Wallenstein soll in Oelzschau gewesen sein. Zu der Zeit besaß Tobias von Zehmen das Rittergut Oelzschau. Dieser war seit 1636 Oberlandsteuereinnehmer des Leipziger Kreises und bekleidete die Position bis ins hohe Alter. Nachdem seine Gemahlin gestorben war, gab er den Söhnen 1656 die Güter. Diese hatten im Krieg viel gelitten. Er selbst war zu Hause überfallen und gefangen weggeführt, auch auf der Flucht ausgeplündert worden. Kinder waren ihm auf der Flucht und in der Fremde gestorben. Das vollkommen zerstörte Schloss wurde danach von denen von Zehmen völlig neu errichtet. Am 24. Juli 1719 fiel fast das ganze Dorf einem Großbrand zum Opfer. 45 Wohngebäude wurden ein Raub der Flammen. Neben dem Rittergut und dem Pfarrhaus blieben nur noch 2 kleinere Güter stehen. Nach dem Brand wurde das Dorf wieder aufgebaut, alle Straßen und Gassen gerade angelegt, die Häuser, mit nahezu gleichem Abstand, mit der Giebelseite zur Straße errichtet.
Die Oelzschauer Kirche ist wahrscheinlich romanischen Ursprungs und gehört zu den ältesten im Leipziger Raum. Im 17. und 18. Jahrhundert erfuhr sie durch die Familie von Zehmen zahlreiche Umbauten, Ergänzungen und Ausschmückungen. 1807 wurde von Johann Gottlob Trampeli eine neue Orgel mit 14 Registern eingebaut. Christoph Heinrich Adolph von Zehmen erbte 1728 mit der Geburt als Waise das Rittergut Oelzschau. Er lebte teilweise auf Oelzschau, heiratete dort und wurde später in französischen Kriegsdiensten Generaladjudant von Charles de Rohan, prince de Soubise sowie Kurfürstlicher Kammerherr und Schloßhauptmann zu Neustrelitz. Ferner schrieb er das fortschrittliche Buch "System der Landwirtschaft", welches unter anderem von der tiefen Ackerfurche handelt. Der letzte zehmsche Besitzer von Oelzschau war Carl Amabilis Desiderius von Zehmen. Da er in hessische Dienste trat und den Amerikanischen Unabhängigkeitskrieg mitmachte, verkaufte er 1777 Oelzschau an Friedr. Charl. geb. Junghans, verw. Hummel in Leipzig, nachmalige Frau von Boltenstern. In dieser Zeit erhielt das Gut neue Wirtschaftsgebäude. Nach deren Tod 1837 übernahm ihr Schwiegersohn Heinrich Christian von Rex im Jahr 1844 das Gut. Der Nachbarort Kömmlitz, welcher wie Oelzschau zunächst zur Grundherrschaft des Ritterguts Oelzschau gehörte, kam nach der Umwandlung des Vorwerks Kömmlitz in ein eigenständiges Rittergut im Jahr 1764 an dieses. Die Besitzer des Ritterguts Oelzschau ab 1855 hießen Krötzsch, Brand und von Posern. Durch die Aufteilung des Besitzes im Jahr 1901 gehörte das Rittergut Oelzschau den miteinander verwandten Familien von Posern, von Petrikowsky und von Wallwitz.
Durch die Sächsische Landgemeindeordnung von 1838 wurde auch Oelzschau eine selbstverwaltete Gemeinde mit einem gewählten Gemeinderat und unabhängig vom Rittergutsbesitzer. Sie lag bis 1856 im kursächsischen bzw. königlich-sächsischen Kreisamt Leipzig, während das südlich gelegene Kömmlitz bereits zum Amt Borna gehörte. Schließlich wurde am 27. Februar 1856 auch die Gerichtsbarkeit von Oelzschau dem Königlichen Gericht Rötha übertragen. Seit 1875 gehörte Oelzschau zur Amtshauptmannschaft Borna. 1840 erbaute am östlichen Ende des Dorfes der württembergische Rittmeister Gustav von Rath eine „baierische Bierbrauerei“, die bis gegen Ende des 19. Jahrhunderts bestand. Anfang des 20. Jahrhunderts befand sich auf dem Gelände „die Chemische Fabrik und das Serum-Institut Bram“. Diese Einrichtung mit zahlreichen Stallgebäuden für Versuchs- und Spendertiere wurde später dem Sächsischen Serumwerk Dresden angegliedert und war ein wesentlicher Arbeitgeber des Dorfes. Nach der Wende wurde der Betrieb eingestellt. Das Gelände wird jetzt zum Teil vom Tierheim Oelzschau genutzt.
Das Rittergut Oelzschau wurde im Zuge der Bodenreform in der Sowjetischen Besatzungszone ab 1945 enteignet. Anschließend wurde es durch die Gemeinde Oelzschau genutzt. Nach zahlreichen An- und Umbauten durch die folgenden Besitzer und mangelnder Pflege während der Zeit der DDR beherbergt das Gebäude in der Gegenwart einen Kindergarten und einige Wohnungen. Eng mit dem Geschick Oelzschaus verbunden war das benachbarte Kömmlitz, sowohl durch oftmals gleiche Gutsherren, Einpfarrung und Schule als auch durch gleiche Kriegsnöte. Am 1. Oktober 1948 erfolgte die Eingemeindung von Kömmlitz nach Oelzschau. Durch die zweite Kreisreform in der DDR im Jahr 1952 wurde die Gemeinde Oelzschau mit Kömmlitz dem Kreis Borna im Bezirk Leipzig angegliedert, der 1990 als sächsischer Landkreis Borna fortgeführt wurde und 1994 im Landkreis Leipziger Land bzw. 2008 im Landkreis Leipzig aufging. Nachdem im Jahr 1980 das Baufeld Ost des Tagebaus Espenhain in Angriff genommen worden war, war das Gebiet von Oelzschau mit Kömmlitz für das Jahr 2010 zur Förderung der Braunkohlevorräte vorgesehen. Mit der Reduzierung der mitteldeutschen Braunkohleindustrie nach der politischen Wende in der DDR 1989 wurde auch der Tagebau Espenhain schrittweise geschlossen, wodurch Oelzschau und Kömmlitz von der Devastierung verschont blieben.
Oelzschau und Kömmlitz wurden am 1. April 1996 nach Espenhain eingemeindet, mit dem sie am 1. August 2015 Ortsteile von Rötha wurden. Seitdem bilden Oelzschau und Kömmlitz die Ortschaft Oelzschau der Stadt Rötha. Kömmlitz gilt jedoch seit dem 1. März 2011 nicht mehr als eigenständiger Gemeindeteil.

### Einwohnerentwicklung
|            | 1551    | 1764    | 1834 | 1871 | 1890 | 1910 | 1925 | 1939 | 1946 | 1950 | 1964 | 1990 | 1996 | 2000 | 2005 | 2010 |
| 0Oelzschau | 25 Höfe | 30 Höfe | 405  | 530  | 588  | 543  | 568  | 628  | 954  | 1085 | 845  | 487  | 498  | 657  | 641  | 623  |
| 0Kömmlitz  | 14 Höfe | 15 Höfe | 123  | 148  | 157  | 140  | 153  | 143  | 221  |      |      |      |      |      |      |      |

Die Einwohnerzahl Oelzschaus nahm seit dem 17. Jahrhundert eine stabile Entwicklung und stieg nach dem Zweiten Weltkrieg durch den Zuzug von Flüchtlingen und Vertriebenen stark an. Wegen der Umweltproblematik durch das nahe gelegene Werk Espenhain fiel die Zahl danach um über die Hälfte. Nach der Beseitigung der Umweltprobleme nach 1990 stabilisierte sich der Wert auf etwa Vorkriegsniveau, allerdings mit anderer Struktur. Während früher der überwiegende Teil der Bevölkerung vor Ort in der Landwirtschaft beschäftigt war, nutzen viele den Ort jetzt nur als Wohnquartier.

## Sehenswürdigkeiten

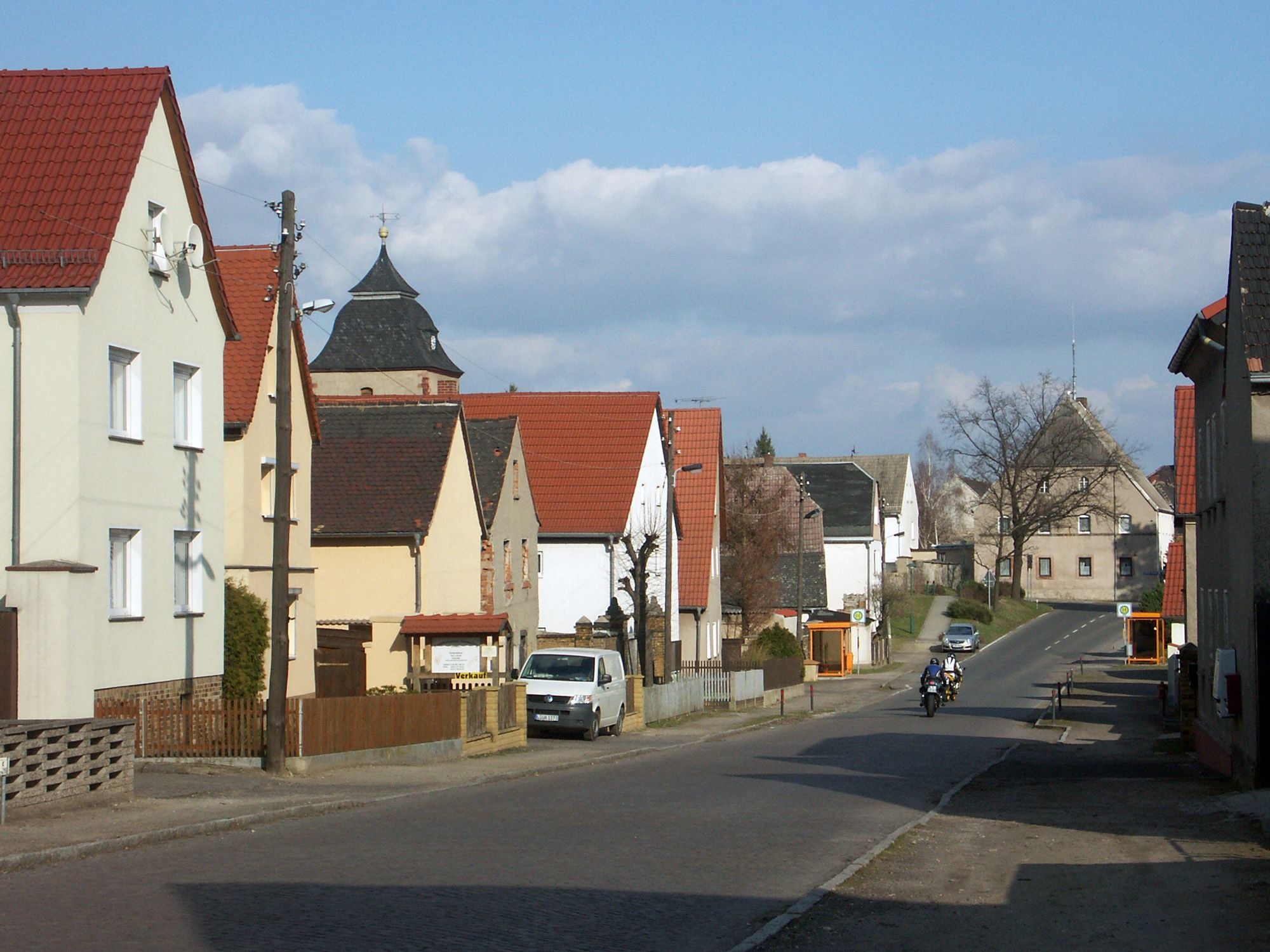
Oelzschau
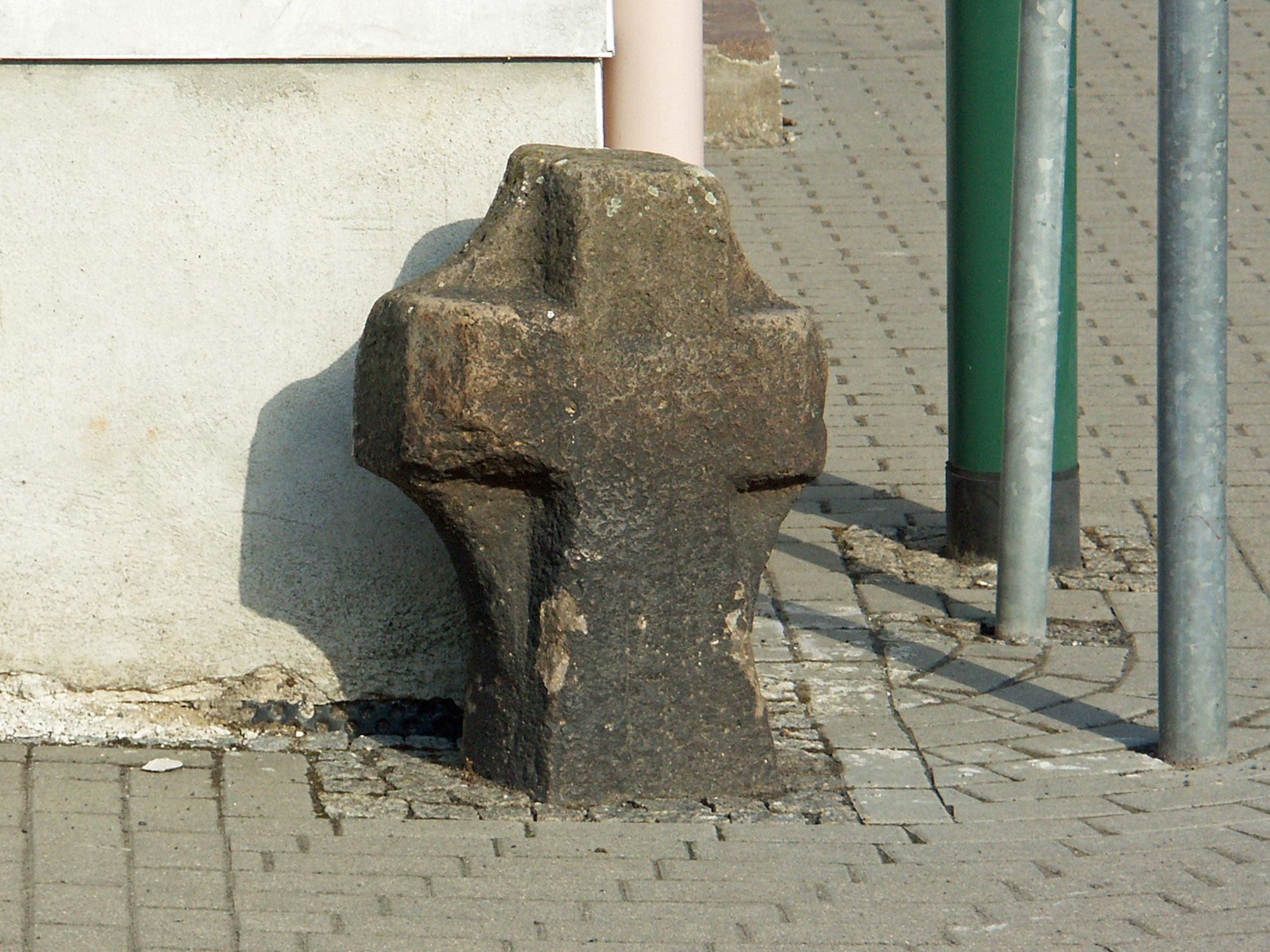
Mittelalterliches Sühnekreuz
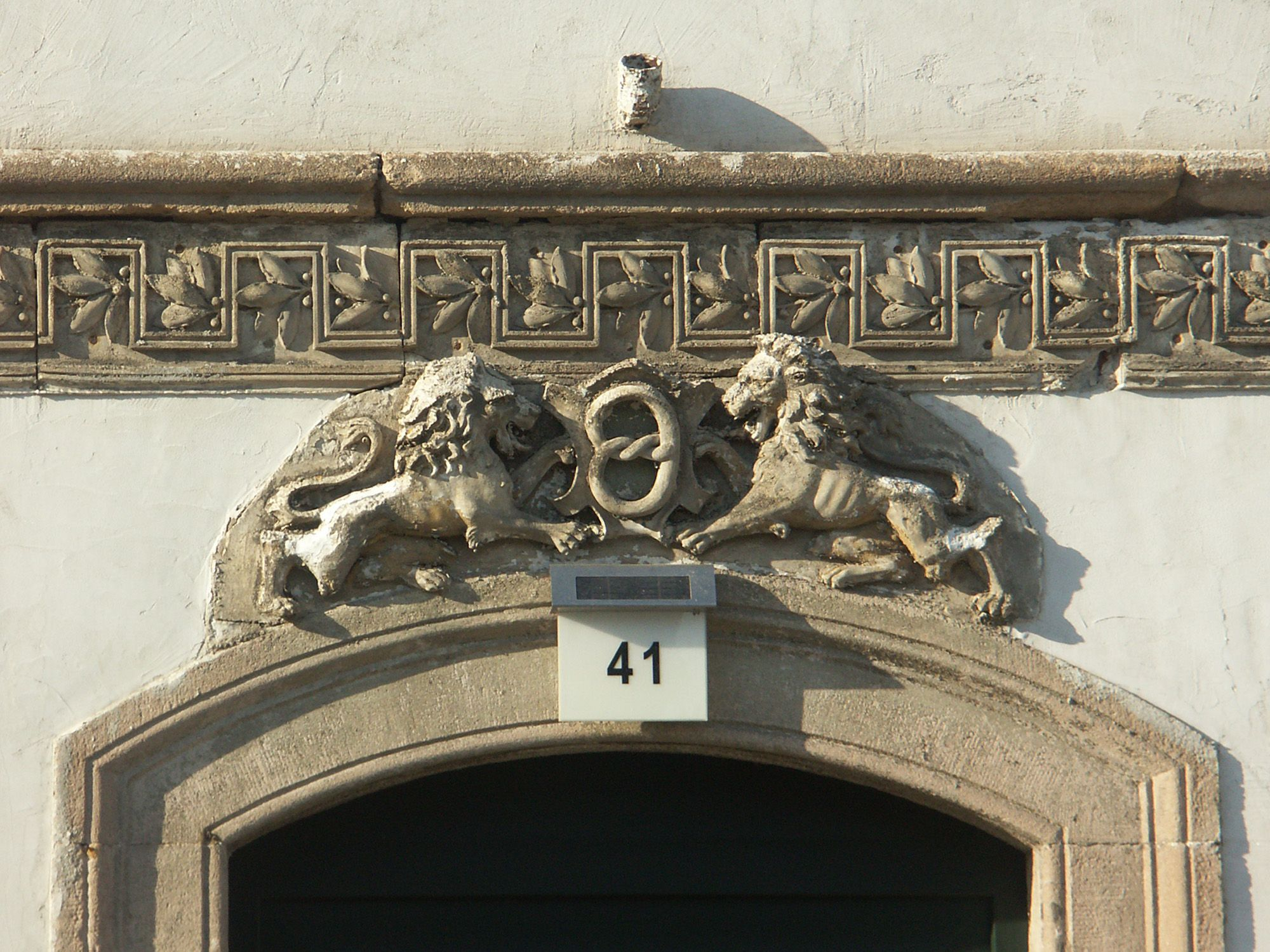
Hausschmuck von 1860
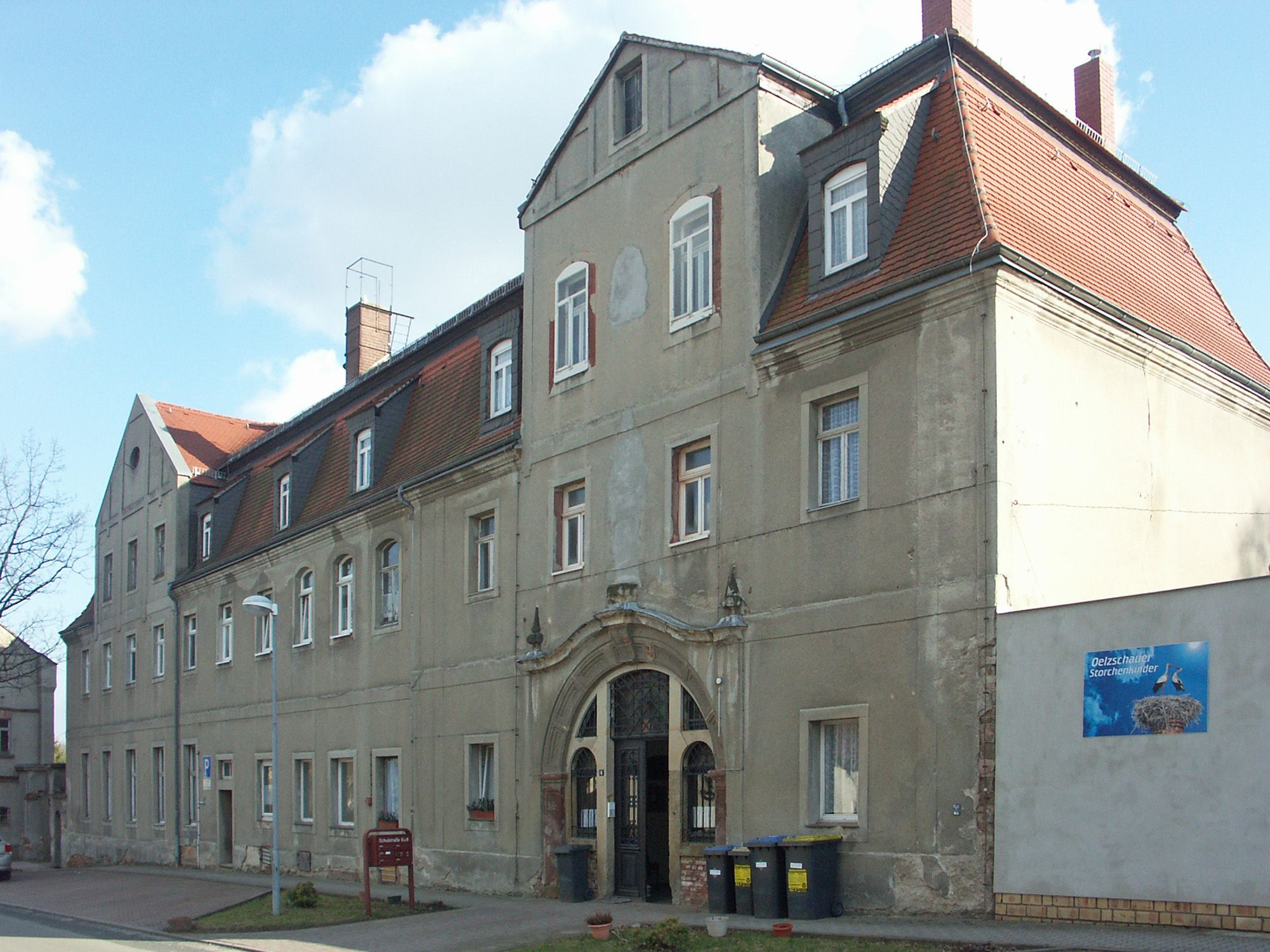
Das ehemalige Schloss
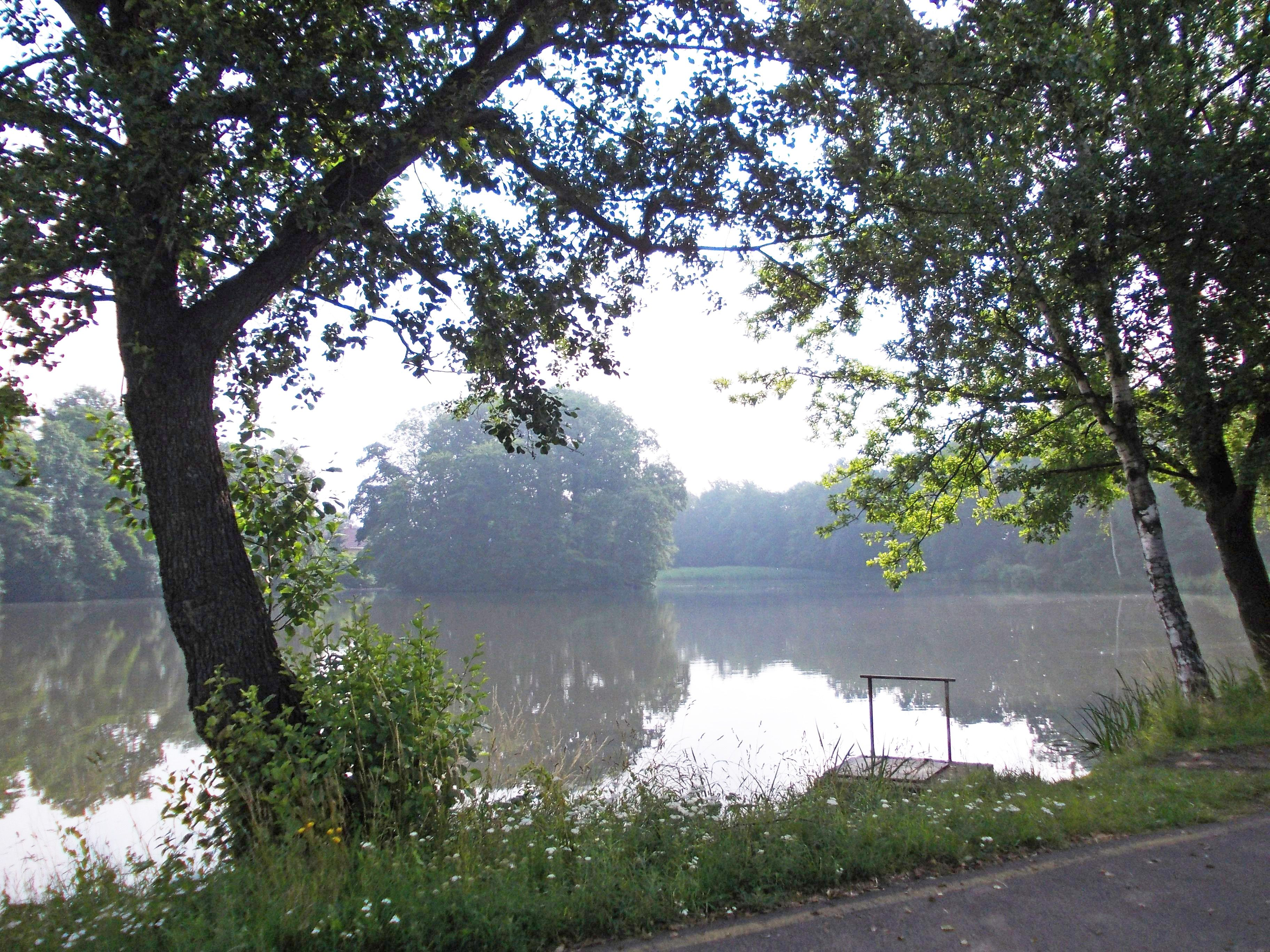
Der Inselteich

- Die Oelzschauer Kirche weist einen frühbarocken Altar von etwa 1650 auf und eine über dem Altarraum im Stile der venezianischen Barockmalerei bemalte  Flachdecke (um 1700) mit der Darstellung der Passion Christi in zwölf Bildern.[16]
- An einer Straßenkreuzung im Dorf stehen sich zwei etwa 70 Zentimeter hohe, aus dem Mittelalter stammende Steinkreuze gegenüber. Sie werden der Sage nach als Sühnekreuze für begangene Morde gedeutet.[17]